# Eoaleurina
Eoaleurina is een monotypisch geslacht van schimmels dat behoort tot de familie Pyronemataceae. De typesoort is Eoaleurina foliicola.